# كينيث مكينزي
كينيث فرانكلين «فرانك» ماكنزي جونيور  (من مواليد 1957) هو جنرال من مشاة البحرية في الولايات المتحدة من فئة أربع نجوم يشغل حاليًا منصب القائد الرابع عشر للقيادة المركزية للولايات المتحدة. شغل منصب مدير الأركان المشتركة الذي تولى المنصب في 5 يوليو 2017 بعد أن خدم سابقًا لمدة عامين كمدير للخطط الاستراتيجية والسياسة (J-5) في هيئة الأركان المشتركة. تولى مهمته الحالية في 28 مارس 2019.

## سيرة شخصية
من مواليد برمنغهام ، ألاباما، تم تكليفه عام 1979 من خلال فيلق تدريب ضباط الاحتياط البحري في القلعة، وحصل ماكنزي على درجة الماجستير في التاريخ من جامعة الدفاع الوطني وعمل كزميل عسكري أقدم في معهد الدراسات الاستراتيجية الوطنية وهو خريج شرف في كلية القيادة والأركان التابعة لقوات المارينز وكلية القتال الحربي المتقدمة. 

## مهنة
كضابط مشاة، شملت مهامه قيادة الكتيبة الأولى، مشاة البحرية السادسة وكضابط قائد في وحدة المشاة البحرية الثانية والعشرين التي قادها في عمليات النشر في كل من العراق وأفغانستان. كما شغل منصب السكرتير العسكري لاثنين من قادة مشاة البحرية.
شملت مناصب ضباط العلم نائب مدير العمليات لمركز القيادة العسكرية الوطنية في البنتاغون، في عام 2008 تم اختياره من قبل رئيس هيئة الأركان المشتركة ليكون مديرًا لفريق انتقال الإدارة الجديد الذي يشرف على الانتقال السلس للجيش. القوات تحت الرئيس الجديد باراك أوباما. عاد إلى أفغانستان في منصب نائب رئيس الأركان لشؤون الاستقرار في إطار قوة المساعدة الأمنية الدولية،  تلاه جولة كمدير للاستراتيجية والخطط والسياسة في القيادة المركزية للولايات المتحدة. ثم عاد إلى البنتاغون ليعمل ممثلاً لقوات المارينز في مراجعة الدفاع كل أربع سنوات، وبعد استلام نجمه الثالث تم تعيينه قائداً عاماً للقيادة المركزية للقوات البحرية الأمريكية.